# O. C. Berg
Otto Christopher Berg (* 10. September 1849 in Brøttum, Norwegen; † 1. August 1905 in Redfield, South Dakota, Vereinigte Staaten) war ein US-amerikanischer Geschäftsmann, Unternehmer und Politiker (Republikanische Partei).

## Werdegang
Otto Christopher Berg, Sohn von Christian T. und Christence Berg, wurde während der Regierungszeit des schwedischen Königs Oskar I. in Norwegen geboren, welches damals eine Union mit Schweden bildete. Er ging in Norwegen zu Schule. Seine erste Anstellung fand er in einer Schreiberstelle in einem Gemischtwarenladen in Lillehammer. Später war er als Buchhalter in einer Großhandlung in Drammen tätig. Berg wanderte 1873 in die Vereinigten Staaten aus. Er zog nach Wisconsin und ließ sich dort in Norwalk (Monroe County) nieder. Im Laufe der Zeit nahm sein Einfluss und Bekanntheit in der Stadt zu. Berg diente als Postmeister und County Clerk. Dann zog er in das Dakota-Territorium und ließ sich in Northville (Spink County) nieder. Dort ging er Geschäften mit Gütern des täglichen Bedarfs nach. In diesem Zusammenhang gründete er ein erfolgreiches Handelsgeschäft. Berg war sechs Jahre lang als Clerk am Amtsgericht und am Bezirksgericht tätig. Er wurde ein früher Führer in der Republikanischen Partei. Bei den Wahlen im Jahr 1900 wurde er zum Secretary of State von South Dakota gewählt. Berg wurde 1902 wiedergewählt. Kurz vor seinem Tod wurde er als ein ernsthafter Herausforderer bei den nächsten Wahlen für den Posten des Gouverneurs von South Dakota angesehen.
Am 1. Mai 1879 heiratete er Edith Olive Rowe (1856–1930). Rowe wurde in Cold Spring (Wisconsin) geboren. Ihr Vater war David R. Rowe, ein einflussreicher Bürger dort. Das Paar bekam zwei Töchter und einen Sohn: Edna Matthea Berg (1880–1904), Christene Berg († im Kindesalter) und Paul Burnham Berg (1888–1935). Otto Christopher Berg gehörte der evangelisch-lutherischen Kirche an, während seine Ehefrau ein Mitglied einer kongregationen Kirche war.
Im Laufe seines Lebens war Berg Mitglied von vielen Orden, einschließlich der Redfield Lodge Nr. 34, den Ancient Free and Accepted Masons in Redfield, dem Redfield Chapter Nr. 20, der Royal Arch Masonry, der South Dakota Consistory, den Ancient and Accepted Scottish Rite Masons in Aberdeen, der Northville Lodge Nr. 36 und den Ancient Order of United Workmen in Northville.